# Pelycosauria
De Pelycosauria is een naam die traditioneel gebruikt werd voor een orde van de Synapsida. De term duidt een parafyletische groep aan, een die niet alle afstammelingen bevat. Het is dus geen natuurlijke groep maar een verzamelbegrip voor allerlei niet onderling verwante basale Synapsida. In de moderne paleontologie wordt de term niet meer gebruikt maar het begrip komt vaak nog voor in populair-wetenschappelijke boeken over het onderwerp. Een moderne wetenschappelijk term met dezelfde inhoud is 'niet-therapside Synapsida'. Veel van de bedoelde soorten zijn daarbij 'basale Eupelycosauria'.

## Naamgeving
De orde Pelycosauria werd in 1878 bedacht door de Amerikaanse paleontoloog Edward Drinker Cope. De naam is afgeleid van het Oudgrieks πέλυξ, pelyx, dat naast 'bijl' ook 'kom' kan betekenen en een verwijzing is naar een komvormige uitholling in het zitbeen. In de orde plaatste hij de Clepsydropidae, de familie waarin hij Dimetrodon geplaatst had. Verder plaatste hij Embolophorus in de Pelycosauria. De Pelycosauria zouden volgens hem weer behoren tot de Rhynchocephalia. Deze hele indeling is grotendeels verouderd en toont hoe Cope worstelde om zich een beeld te vormen over de aard van zulke dieren die voorlopers waren van de zoogdieren maar een zekere uiterlijke gelijkenis toonden met moderne koudbloedige reptielen.

## Ontwikkelingsgraad
Het traditionele begrip Pelycosauria vertegenwoordigde geen afstammingsgroep maar was eigenlijk een 'ontwikkelingsgraad'. Dieren werden ertoe gerekend als ze voorlopers van de zoogdieren waren maar in hun gespreide ledematen niet zozeer op een modern zoogdier leken doch meer op een hagedis. In de meeste opzichten hadden ze echter weinig van hagedissen weg. Ze hadden een veel zwaardere kop met krachtige kaken waarin zich meestal slagtanden bevonden. Vermoedelijk had hun huid geen schubben maar was leerachtig. Sommige dieren met zo'n bouw hadden nog een ander opvallend kenmerk: een rugzeil gevormd door de doornuitsteeksels op elke wervel. Dieren met een zeil zouden iconisch worden voor de groep. De enige basale synapside die het grote publiek kent, is Dimetrodon. De meeste hadden echter helemaal geen zeil. Verder waren deze vormen nogal variabel: ze waren immers niet speciaal verwant. Er waren vleeseters, viseters en planteneters. De grootste dieren bereikten een lengte van ruim zes meter.

## Geschiedenis
Soorten die tot de Pelycosauria werden gerekend, verschenen tijdens het Laat-Carboon als de vroegste zoogdierreptielen. Er ontwikkelden zich meerdere groepen die de dominante diersoorten van het Vroeg-Perm waren. Dit waren wél natuurlijke groepen en hun namen worden nog steeds in de wetenschap gebruikt. Op het eind van het vroege Perm splitsten zich binnen de Sphenacodontia de Therapsida af. Traditioneel werden de Sphenacodontidae wel tot de Pelycosauria gerekend maar de Therapsida niet, hoewel ze zustergroepen waren en de sphenacodontiden dus nauwer aan de therapsiden verwant waren dan aan andere Pelycosauria. Het is dit gegeven dat de Pelycosauria parafyletisch maakt en het illustreert de logische incoherentie die de moderne wetenschap zulke groepen doet afwijzen. Dat men hier een grens trok, was echter niet geheel willekeurig: bij het begin van het Laat-Perm veranderde de fauna plotseling en veel oude groepen stierven uit. Tot in het Laat-Perm kwamen er desalniettemin Pelycosauria voor die naast hun verwanten de Therapsida leefden. Voorbeelden van deze late Pelycosauria zijn de varanopiden Elliotsmithia en Heleosaurus en de caseasauriërs Angelosaurus en Caseopsis. Het is niet helemaal duidelijk hoe lang de oude groepen het nog uithielden. Bij de massa-extinctie op de overgang naar het Trias verdwenen de Pelycosauria in ieder geval volledig en bleven van de Synapsida alleen de Therapsida over.

## Taxonomie
De volgende opsomming geeft een traditionele indeling met rangen.
- Amniota
  - Onderklasse Synapsida
    - Orde Pelycosauria
      - Onderorde Caseasauria
        - Familie Caseidae
        - Familie Eothyrididae

      - Onderorde Eupelycosauria
        - Familie Varanopidae
        - Familie Ophiacodontidae
        - Familie Lupeosauridae
        - Familie Edaphosauridae

      - (Geen rang) Sphenacodontia
        - Familie Haptodontidae
        - Familie Sphenacodontidae
        - Familie Tetraceratopsidae